# Curve
I Curve sono stati un gruppo musicale britannico formato nel 1991 dalla collaborazione della cantante Toni Halliday e del chitarrista Dean Garcia.

## Storia
Toni Halliday e Dean Garcia vennero presentati da Dave Stewart degli Eurythmics, e formarono per un breve periodo un gruppo chiamato State of Play alla fine degli anni ottanta, prima di separarsi e riunirsi poi per una collaborazione più duratura nei Curve. La loro musica era caratterizzata dalla ritmica pesante e dalle chitarre densamente stratificate di Garcia, contrapposte alle ariose vocalizzazioni della Halliday, i cui testi esploravano spesso argomenti quali alienazione, dipendenza e l'amore che svanisce.
Dopo quasi quindici anni di collaborazione sostenuta da una formazione in continuo cambiamento, durante i quali il gruppo si sciolse almeno una volta a metà degli anni 1990, la Halliday annunciò sul loro sito web ufficiale, all'inizio del 2005, che il gruppo era infine giunto al termine della sua corsa.

## Discografia

### Album in studio
- 1992 - Doppelgänger
- 1993 - Cuckoo
- 1998 - Come Clean
- 2001 - Gift
- 2002 - The New Adventures Of Curve

### Raccolte
- 1992 - Pubic Fruit
- 1993 - Radio Sessions
- 2000 - Open Day At The Hate Fest
- 2004 - The Way Of Curve

### EP
- 1992 - Blindfold
- 1992 - Frozen
- 1992 - Cherry

### Singoli
- 1992 - Fait Accompli
- 1992 - Horror Head
- 1993 - Blackerthreetracker
- 1993 - Blackerthreetracker 2
- 1993 - Superblaster
- 1996 - Pink Girl With The Blues
- 1997 - Chinese Burn
- 1997 - Coming up Roses
- 1998 - Coming up Roses 2